# Sania Mirza

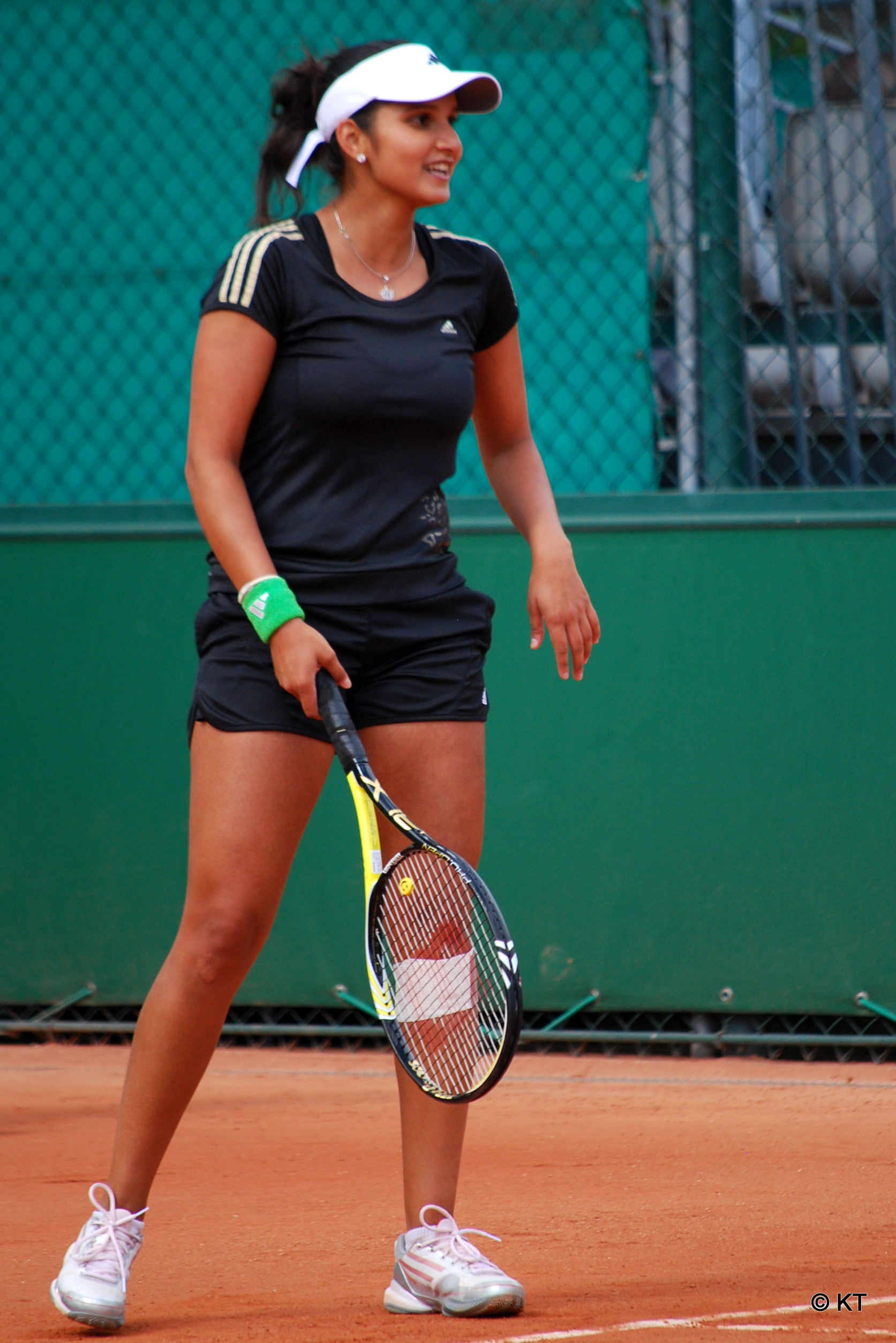
Sania Mirza, a Roland Garros 2011.

Sania Mirza (hindi: सानिया मिर्ज़ा; urdú: ثانیہ مرزا) (Mumbai, 15 de novembre de 1986) és una tennista professional índia retirada, que va arribar a ocupar el número 1 del rànquing mundial de dobles. És considerada la millor tennista índia de la història i, de fet, una de les millor esportistes femenines, la més ben pagada i de les més influents del país.
Va acumular sis títols de Grand Slam, tres en dobles femenins i tres en dobles mixts. Només va guanyar un títol individual i va ocupar el 27è lloc del rànquing, mentre que en dobles va guanyar 42 títols que li van permetre accedir al número 1 del rànquing durant 91 setmanes. Degut a una lesió al canell, va preferir abandonar la seva carrera individual l'any 2013 i centrar-se només en el circuit de dobles. Començà la seua carrera tennística el 2003 i l'any següent ja fou premiada amb el premi Arjuna del govern indi. Es va retirar en finalitzar l'any 2022.
Fou nomenada ambaixadora de la bona voluntat de l'ONU pel sud d'Àsia, i la revista Time la va incloure entre les 100 persones més influents del món l'any 2016.

## Biografia
Filla de Naseema i Imran Mirza, ambdós musulmans sunnites. Malgrat néixer a Mumbai, la seva família es va traslladar a Hyderabad, on va néixer la seva germana petita Anam. Es va graduar al St. Mary's College de Hyderabad, i fou distingida com doctor honoris causa de literatura i educació a Chennai, l'11 de desembre de 2008.
Es va casar amb el jugador de criquet pakistanès Shoaib Malik, primer en una cerimònia tradicional musulmana a l'hotel Taj Krishna de Hyderabad, i llavors en una cerimònia mahr paquistanesa. El matrimoni va tenir un fill anomenat Izhaan Mirza Malik l'octubre de 2018.
Va fundar una acadèmia de tennis a Hyderabad.
L'any 2016 va publicar la seva autobiografia, titulada Ace Against Odds, on explica la seva trajectòria cronològicament per esdevenir la millor tennista índia, i el seu creixement personal durant aquesta època.

## Torneigs de Grand Slam

### Dobles femenins: 4 (3−1)
| Resultat   | Núm. | Any  | Torneig          | Parella        | Oponents                           | Marcador         |
| ---------- | ---- | ---- | ---------------- | -------------- | ---------------------------------- | ---------------- |
| Finalista  | 1.   | 2011 | Roland Garros    | Ielena Vesninà | Andrea Hlaváčková Lucie Hradecká   | 3−6, 4−6         |
| Guanyadora | 1.   | 2015 | Wimbledon        | Martina Hingis | Iekaterina Makàrova Ielena Vesninà | 5−7, 7−6(4), 7−5 |
| Guanyadora | 2.   | 2015 | US Open          | Martina Hingis | Casey Dellacqua Iaroslava Xvédova  | 6−3, 6−3         |
| Guanyadora | 3.   | 2016 | Open d'Austràlia | Martina Hingis | Andrea Hlaváčková Lucie Hradecká   | 7−6(1), 6−3      |

### Dobles mixts: 8 (3−5)
| Resultat   | Núm. | Any  | Torneig              | Parella         | Oponents                               | Marcador         |
| ---------- | ---- | ---- | -------------------- | --------------- | -------------------------------------- | ---------------- |
| Finalista  | 1.   | 2008 | Open d'Austràlia     | Mahesh Bhupathi | Sun Tiantian Nenad Zimonjić            | 6−7(4), 4−6      |
| Guanyadora | 1.   | 2009 | Open d'Austràlia     | Mahesh Bhupathi | Nathalie Dechy Andy Ram                | 6−3, 6−1         |
| Guanyadora | 2.   | 2012 | Roland Garros        | Mahesh Bhupathi | Klaudia Jans-Ignacik Santiago González | 7−6(3), 6−1      |
| Finalista  | 2.   | 2014 | Open d'Austràlia (2) | Horia Tecau     | Kristina Mladenovic Daniel Nestor      | 3−6, 2−6         |
| Guanyadora | 3.   | 2014 | US Open              | Bruno Soares    | Abigail Spears Santiago González       | 6−1, 2−6, [11−9] |
| Finalista  | 3.   | 2016 | Roland Garros        | Ivan Dodig      | Martina Hingis Leander Paes            | 6−4, 4−6, [8−10] |
| Finalista  | 4.   | 2017 | Open d'Austràlia (3) | Ivan Dodig      | Abigail Spears Juan Sebastián Cabal    | 2−6, 4−6         |
| Finalista  | 5.   | 2023 | Open d'Austràlia (4) | Rohan Bopanna   | Luisa Stefani Rafael Matos             | 6−7(2), 2−6      |

## Palmarès

### Individual: 4 (1−3)
| Abans de 2009                | Després de 2009         |
| ---------------------------- | ----------------------- |
| Grand Slam (0−0)             |                         |
| WTA Tour Championships (0−0) |                         |
| Tier I (0−0)                 | Premier Mandatory (0−0) |
| Tier II (0−1)                | Premier 5 (0−0)         |
| Tier III (0−0)               | Premier (0−0)           |
| Tier IV i V (1−1)            | International (0−1)     |

| Títols per superfície |
| --------------------- |
| Dura (1−3)            |
| Gespa (0−0)           |
| Terra batuda (0−0)    |

| Resultat   | Núm. | Data                 | Torneig                    | Superfície | Oponent          | Marcador      |
| ---------- | ---- | -------------------- | -------------------------- | ---------- | ---------------- | ------------- |
| Guanyadora | 1.   | 12 de febrer de 2005 | Hyderabad, Índia           | Dura       | Alona Bondarenko | 6−4, 5−7, 6−3 |
| Finalista  | 1.   | 28 d'agost de 2005   | Forest Hills, Estats Units | Dura       | Lucie Šafářová   | 6−3, 5−7, 4−6 |
| Finalista  | 2.   | 29 de juliol de 2007 | Stanford, Estats Units     | Dura       | Anna Txakvetadze | 3−6, 2−6      |
| Finalista  | 3.   | 15 de febrer de 2009 | Pattaya, Tailàndia         | Dura       | Vera Zvonariova  | 5−7, 1−6      |

### Dobles femenins: 65 (43−22)
| Abans de 2009                             | 2009 − 2020             | Després de 2021 |
| ----------------------------------------- | ----------------------- | --------------- |
| Grand Slam (3−1)                          |                         |                 |
| WTA Tour Championships / WTA Finals (2−0) |                         |                 |
| Tier I (0−0)                              | Premier Mandatory (5−6) | WTA 1000 (0−0)  |
| Tier II (2−1)                             | Premier 5 (4−3)         | WTA 1000 (0−0)  |
| Tier III (2−3)                            | Premier (14−6)          | WTA 500 (1−1)   |
| Tier IV / V (3−0)                         | International (7−0)     | WTA 250 (0−2)   |

| Títols per superfície |
| --------------------- |
| Dura (29−9)           |
| Gespa (1−0)           |
| Terra batuda (6−9)    |

| Resultat   | Núm. | Data                   | Torneig                         | Superfície       | Parella                | Oponents                               | Marcador            |
| ---------- | ---- | ---------------------- | ------------------------------- | ---------------- | ---------------------- | -------------------------------------- | ------------------- |
| Guanyadora | 1.   | 22 de febrer de 2004   | Hyderabad, Índia                | Dura             | Liezel Huber           | Li Ting Sun Tiantian                   | 7−6(1), 6−4         |
| Guanyadora | 2.   | 11 de febrer de 2006   | Bangalore (2)                   | Dura             | Liezel Huber           | Ielena Vesninà Anastassia Rodiónova    | 6−3, 6−3            |
| Finalista  | 1.   | 9 d'abril de 2006      | Amelia Island, Estats Units     | Terra batuda     | Liezel Huber           | Shinobu Asagoe Katarina Srebotnik      | 2−6, 4−6            |
| Finalista  | 2.   | 28 de maig de 2006     | Istanbul, Turquia               | Terra batuda     | Alicia Molik           | Alona Bondarenko Anastasiya Yakimova   | 2−6, 4−6            |
| Finalista  | 3.   | 23 de juliol de 2006   | Cincinnati, Estats Units        | Dura             | Marta Domachowska      | Maria Elena Camerin Gisela Dulko       | 4−6, 6−3, 2−6       |
| Guanyadora | 3.   | 24 de setembre de 2006 | Calcuta, Índia                  | Dura (i)         | Liezel Huber           | Yuliya Beygelzimer Yuliana Fedak       | 6−4, 6−0            |
| Guanyadora | 4.   | 20 de maig de 2007     | Fes, Marroc                     | Terra batuda     | Vania King             | Andreea Vanc Anastassia Rodiónova      | 6−1, 6−2            |
| Finalista  | 4.   | 26 de maig de 2007     | Istanbul (2)                    | Terra batuda     | Chan Yung-jan          | Agnieszka Radwańska Urszula Radwańska  | 1−6, 3−6            |
| Guanyadora | 5.   | 22 de juliol de 2007   | Cincinnati                      | Dura             | Bethanie Mattek        | Alina Jidkova Tatsiana Putxak          | 7−6(4), 7−5         |
| Guanyadora | 6.   | 29 de juliol de 2007   | Stanford, Estats Units          | Dura             | Shahar Pe'er           | Anna Txakvetadze Viktória Azàrenka     | 6−4, 7−6(5)         |
| Guanyadora | 7.   | 25 d'agost de 2007     | New Haven, Estats Units         | Dura             | Mara Santangelo        | Liezel Huber Cara Black                | 6−1, 6−2            |
| Guanyadora | 8.   | 12 d'abril de 2009     | Ponte Vedra Beach, Estats Units | Terra batuda     | Chuang Chia-jung       | Květa Peschke Lisa Raymond             | 6−3, 4−6, [10−7]    |
| Guanyadora | 9.   | 19 de setembre de 2010 | Canton, Xina                    | Dura             | Edina Gallovits        | Han Xinyun Liu Wanting                 | 7−5, 6−3            |
| Guanyadora | 10.  | 19 de març de 2011     | Indian Wells, Estats Units      | Dura             | Ielena Vesninà         | B. Mattek-Sands M. Shaughnessy         | 6−0, 7−5            |
| Guanyadora | 11.  | 10 d'abril de 2011     | Charleston, Estats Units        | Terra batuda     | Ielena Vesninà         | B. Mattek-Sands M. Shaughnessy         | 6−4, 6−4            |
| Finalista  | 5.   | 5 de juny 2011         | Roland Garros, França           | Terra batuda     | Ielena Vesninà         | Andrea Hlaváčková Lucie Hradecká       | 4−6, 3−6            |
| Guanyadora | 12.  | 31 de juliol de 2011   | Washington DC, Estats Units     | Dura             | Iaroslava Xvédova      | Olga Govortsova Al·la Kudriàvtseva     | 6−3, 6−3            |
| Guanyadora | 13.  | 12 de febrer de 2012   | Pattaya, Tailàndia              | Dura             | Anastassia Rodiónova   | Chan Hao-ching Chan Yung-jan           | 3−6, 6−1, [10−8]    |
| Finalista  | 6.   | 25 de febrer de 2012   | Dubai, Emirats Àrabs Units      | Dura             | Ielena Vesninà         | Liezel Huber Lisa Raymond              | 2−6, 1−6            |
| Finalista  | 7.   | 18 de març de 2012     | Indian Wells                    | Dura             | Ielena Vesninà         | Liezel Huber Lisa Raymond              | 2−6, 3−6            |
| Guanyadora | 14.  | 26 de maig de 2012     | Brussel·les, Bèlgica            | Terra batuda     | Bethanie Mattek-Sands  | Alicja Rosolska Zheng Jie              | 6−3, 6−2            |
| Finalista  | 8.   | 7 d'octubre de 2012    | Pequín, Xina                    | Dura             | Núria Llagostera Vives | Iekaterina Makàrova Ielena Vesninà     | 5−7, 5−7            |
| Guanyadora | 15.  | 6 de gener de 2013     | Brisbane, Austràlia             | Dura             | Bethanie Mattek-Sands  | Anna-Lena Grönefeld Květa Peschke      | 4−6, 6−4, [10−7]    |
| Guanyadora | 16.  | 24 de febrer de 2013   | Dubai                           | Dura             | Bethanie Mattek-Sands  | Nàdia Petrova Katarina Srebotnik       | 6−4, 2−6, [10−7]    |
| Finalista  | 9.   | 28 d'abril de 2013     | Stuttgart, Alemanya             | Terra batuda (i) | Bethanie Mattek-Sands  | Mona Barthel Sabine Lisicki            | 4−6, 5−7            |
| Guanyadora | 17.  | 24 d'agost de 2013     | New Haven (2)                   | Dura             | Zheng Jie              | A. Medina Garrigues Katarina Srebotnik | 6−3, 6−4            |
| Guanyadora | 18.  | 28 de setembre de 2013 | Tòquio, Japó                    | Dura             | Cara Black             | Chan Hao-ching Liezel Huber            | 4−6, 6−0, [11−9]    |
| Guanyadora | 19.  | 6 d'octubre de 2013    | Pequín                          | Dura             | Cara Black             | Vera Dushevina A. Parra Santonja       | 6−2, 6−2            |
| Finalista  | 10.  | 16 de març de 2014     | Indian Wells (2)                | Dura             | Cara Black             | Hsieh Su-wei Peng Shuai                | 6−7(5), 2−6         |
| Finalista  | 11.  | 27 d'abril de 2014     | Stuttgart (2)                   | Terra batuda     | Cara Black             | Sara Errani Roberta Vinci              | 2−6, 3−6            |
| Guanyadora | 20.  | 4 de maig de 2014      | Oeiras, Portugal                | Terra batuda     | Cara Black             | Eva Hrdinová Valeria Solovyeva         | 6−4, 6−3            |
| Finalista  | 12.  | 10 d'agost de 2014     | Mont-real, Canadà               | Dura             | Cara Black             | Sara Errani Roberta Vinci              | 6−7(4), 3−6         |
| Guanyadora | 21.  | 21 de setembre de 2014 | Tòquio (2)                      | Dura             | Cara Black             | Garbiñe Muguruza C. Suárez Navarro     | 6−2, 7−5            |
| Finalista  | 13.  | 5 d'octubre de 2014    | Pequín (2)                      | Dura             | Cara Black             | Andrea Hlaváčková Peng Shuai           | 4−6, 4−6            |
| Guanyadora | 22.  | 26 d'octubre de 2014   | WTA Finals, Singapur            | Dura (i)         | Cara Black             | Hsieh Su-wei Peng Shuai                | 6−1, 6−0            |
| Guanyadora | 23.  | 17 de gener de 2015    | Sydney, Austràlia               | Dura             | Bethanie Mattek-Sands  | Raquel Kops-Jones Abigail Spears       | 6−3, 6−3            |
| Finalista  | 14.  | 28 de febrer de 2015   | Doha, Qatar                     | Dura             | Hsieh Su-wei           | Raquel Kops-Jones Abigail Spears       | 4−6, 4−6            |
| Guanyadora | 24.  | 22 de març de 2015     | Indian Wells (2)                | Dura             | Martina Hingis         | Iekaterina Makàrova Ielena Vesninà     | 6−3, 6−4            |
| Guanyadora | 25.  | 5 d'abril de 2015      | Miami, Estats Units             | Dura             | Martina Hingis         | Iekaterina Makàrova Ielena Vesninà     | 7−5, 6−1            |
| Guanyadora | 26.  | 12 d'abril de 2015     | Charleston (2)                  | Terra batuda     | Martina Hingis         | Casey Dellacqua Darija Jurak           | 6−0, 6−4            |
| Finalista  | 15.  | 17 de maig de 2015     | Roma, Itàlia                    | Terra batuda     | Martina Hingis         | Tímea Babos Kristina Mladenovic        | 4−6, 3−6            |
| Guanyadora | 27.  | 12 de juliol 2015      | Wimbledon, Regne Unit           | Gespa            | Martina Hingis         | Iekaterina Makàrova Ielena Vesninà     | 5−7, 7−6(4), 7−5    |
| Guanyadora | 28.  | 13 de setembre 2015    | US Open, Estats Units           | Dura             | Martina Hingis         | Casey Dellacqua Iaroslava Xvédova      | 6−3, 6−3            |
| Guanyadora | 29.  | 26 de setembre de 2015 | Canton (2)                      | Dura             | Martina Hingis         | Xu Shilin You Xiaodi                   | 6−3, 6−1            |
| Guanyadora | 30.  | 3 d'octubre de 2015    | Wuhan, Xina                     | Dura             | Martina Hingis         | Irina-Camelia Begu Monica Niculescu    | 6−2, 6−3            |
| Guanyadora | 31.  | 11 d'octubre de 2015   | Pequín (2)                      | Dura             | Martina Hingis         | Chan Hao-ching Chan Yung-jan           | 6−7(9), 6−1, [10−8] |
| Guanyadora | 32.  | 1 de novembre de 2015  | WTA Finals (2)                  | Dura (i)         | Martina Hingis         | Garbiñe Muguruza C. Suárez Navarro     | 6−0, 6−3            |
| Guanyadora | 33.  | 10 de gener de 2016    | Brisbane (2)                    | Dura             | Martina Hingis         | Angelique Kerber Andrea Petkovic       | 7−5, 6−1            |
| Guanyadora | 34.  | 16 de gener de 2016    | Sydney (2)                      | Dura             | Martina Hingis         | Caroline Garcia Kristina Mladenovic    | 1−6, 7−5, [10−5]    |
| Guanyadora | 35.  | 31 de gener 2016       | Open d'Austràlia, Austràlia     | Dura             | Martina Hingis         | Andrea Hlaváčková Lucie Hradecká       | 7−6(1), 6−3         |
| Guanyadora | 36.  | 14 de febrer de 2016   | Sant Petersburg, Rússia         | Dura (i)         | Martina Hingis         | Vera Dushevina Barbora Krejčíková      | 6−3, 6−1            |
| Finalista  | 16.  | 24 d'abril de 2016     | Stuttgart (3)                   | Terra batuda     | Martina Hingis         | Caroline Garcia Kristina Mladenovic    | 6−2, 1−6, [6−10]    |
| Finalista  | 17.  | 8 de maig de 2016      | Madrid, Espanya                 | Terra batuda     | Martina Hingis         | Caroline Garcia Kristina Mladenovic    | 4−6, 4−6            |
| Guanyadora | 37.  | 15 de maig de 2016     | Roma                            | Terra batuda     | Martina Hingis         | Iekaterina Makàrova Ielena Vesninà     | 6−1, 6−7(5), [10−3] |
| Guanyadora | 38.  | 21 d'agost de 2016     | Cincinnati                      | Dura             | Barbora Strýcová       | Martina Hingis Coco Vandeweghe         | 7−5, 6−4            |
| Guanyadora | 39.  | 27 d'agost de 2016     | New Haven (3)                   | Dura             | Monica Niculescu       | Katerina Bondarenko Chuang Chia-jung   | 7−5, 6−4            |
| Guanyadora | 40.  | 25 de setembre de 2016 | Tòquio (3)                      | Dura             | Barbora Strýcová       | Liang Chen Yang Zhaoxuan               | 6−1, 6−1            |
| Finalista  | 18.  | 1 d'octubre de 2016    | Wuhan                           | Dura             | Barbora Strýcová       | B. Mattek-Sands Lucie Šafářová         | 1−6, 4−6            |
| Guanyadora | 41.  | 8 de gener de 2017     | Brisbane (3)                    | Dura             | Bethanie Mattek-Sands  | Iekaterina Makàrova Ielena Vesninà     | 6−2, 6−3            |
| Finalista  | 19.  | 14 de gener de 2017    | Sydney                          | Dura             | Barbora Strýcová       | Tímea Babos A. Pavliutxénkova          | 4−6, 4−6            |
| Finalista  | 20.  | 2 d'abril de 2017      | Miami                           | Dura             | Barbora Strýcová       | Gabriela Dabrowski Xu Yifan            | 4−6, 3−6            |
| Guanyadora | 42.  | 18 de gener de 2020    | Hobart, Austràlia               | Dura             | Nadia Kitxenok         | Peng Shuai Zhang Shuai                 | 6−4, 6−4            |
| Finalista  | 21.  | 28 d'agost de 2021     | Cleveland, Estats Units         | Dura             | Christina McHale       | Shuko Aoyama Ena Shibahara             | 5−7, 3−6            |
| Guanyadora | 43.  | 26 de setembre de 2021 | Ostrava, Txèquia                | Dura (i)         | Zhang Shuai            | Kaitlyn Christian Erin Routliffe       | 6−3, 6−2            |
| Finalista  | 22.  | 10 d'abril de 2022     | Charleston                      | Terra batuda     | Lucie Hradecká         | Andreja Klepač Magda Linette           | 2−6, 6−4, [7−10]    |
| Guanyadora | 44.  | 21 de maig de 2022     | Estrasburg, França              | Terra batuda     | Lucie Hradecká         | N. Melichar-Martinez Daria Saville     | 7−5, 5−7, [6−10]    |

#### Períodes com a número 1
| Núm. | Precedida per             | Dates                   | Succeïda per          | Setmanes | Acumulat |
| ---- | ------------------------- | ----------------------- | --------------------- | -------- | -------- |
| 1.   | Sara Errani Roberta Vinci | 13/04/2015 − 08/01/2017 | Bethanie Mattek-Sands | 91       | 91       |

### Dobles mixts: 8 (3−5)
| Resultat   | Núm. | Data                  | Torneig                     | Superfície   | Parella         | Oponents                               | Marcador         |
| ---------- | ---- | --------------------- | --------------------------- | ------------ | --------------- | -------------------------------------- | ---------------- |
| Finalista  | 1.   | 27 de gener de 2008   | Open d'Austràlia, Austràlia | Dura         | Mahesh Bhupathi | Sun Tiantian Nenad Zimonjić            | 6−7(4), 4−6      |
| Guanyadora | 1.   | 30 de gener de 2009   | Open d'Austràlia            | Dura         | Mahesh Bhupathi | Nathalie Dechy Andy Ram                | 6−3, 6−1         |
| Guanyadora | 2.   | 11 de juny de 2012    | Roland Garros, França       | Terra batuda | Mahesh Bhupathi | Klaudia Jans-Ignacik Santiago González | 7−6(3), 6−1      |
| Finalista  | 2.   | 26 de gener de 2014   | Open d'Austràlia (2)        | Dura         | Horia Tecau     | Kristina Mladenovic Daniel Nestor      | 3−6, 2−6         |
| Guanyadora | 3.   | 8 de setembre de 2014 | US Open, Estats Units       | Dura         | Bruno Soares    | Abigail Spears Santiago González       | 6−1, 2−6, [11−9] |
| Finalista  | 3.   | 5 de juny de 2016     | Roland Garros               | Terra batuda | Ivan Dodig      | Martina Hingis Leander Paes            | 6−4, 4−6, [8−10] |
| Finalista  | 4.   | 29 de gener de 2017   | Open d'Austràlia (3)        | Dura         | Ivan Dodig      | Abigail Spears J.S. Cabal              | 2−6, 4−6         |
| Finalista  | 5.   | 27 de gener de 2023   | Open d'Austràlia (4)        | Dura         | Rohan Bopanna   | Luisa Stefani Rafael Matos             | 6−7(2), 2−6      |

## Trajectòria

### Individual
| Open d'Austràlia | 3R          | 2R          | 2R          | 3R | 2R          | 1R          | 1R          | 1R | 0 / 8     | 7 – 8     |
| Roland Garros | 1R          | 1R          | 2R          | A  | 1R          | A           | 2R          | A  | 0 / 5     | 2 – 5     |
| Wimbledon | 2R          | 1R          | 2R          | 2R | 2R          | 1R          | 1R          | A  | 0 / 7     | 4 – 7     |
| US Open | 4R          | 2R          | 3R          | A  | 2R          | 2R          | 1R          | A  | 0 / 6     | 8 – 6     |
| Jocs Olímpics | No celebrat | No celebrat | No celebrat | 1R | No celebrat | No celebrat | No celebrat | A  | 0 / 1     | 0 – 1     |
| Rànquing a final d'any | 31          | 66          | 32          | 99 | 58          | 166         | 88          | –  | 271 – 161 | 271 – 161 |
| Llegenda: G: Guanyadora; F: Finalista; SF: Semifinalista; QF: Quarts de final; Q: Qualificació; A: Absent; RR: Round Robin; |             |             |             |    |             |             |             |    |           |           |

### Dobles femenins
| Torneig | 2003 | 2004 | 2005        | 2006        | 2007        | 2008 | 2009        | 2010        | 2011        | 2012  | 2013        | 2014        | 2015        | 2016  | 2017        | 2018        | 2019        | 2020        | 2021  | 2022  | 2023 | Títols    | V – D     |
| --- | ---- | ---- | ----------- | ----------- | ----------- | ---- | ----------- | ----------- | ----------- | ----- | ----------- | ----------- | ----------- | ----- | ----------- | ----------- | ----------- | ----------- | ----- | ----- | ---- | --------- | --------- |
| Open d'Austràlia | A    | A    | A           | 1R          | 3R          | 3R   | 1R          | 3R          | 1R          | SF    | 1R          | QF          | 2R          | G     | 3R          | A           | A           | 1R          | A     | 1R    | 2R   | 1 / 15    | 23 – 14   |
| Roland Garros | A    | A    | 2R          | 3R          | 1R          | A    | 2R          | A           | F           | 1R    | 3R          | QF          | QF          | 3R    | 1R          | A           | A           | A           | A     | 3R    | A    | 0 / 12    | 21 – 12   |
| Wimbledon | A    | Q1   | 1R          | 2R          | 3R          | QF   | 2R          | 2R          | SF          | 3R    | 3R          | 2R          | G           | QF    | 3R          | A           | A           | NC          | 2R    | 1R    | A    | 1 / 15    | 29 – 14   |
| US Open | A    | A    | 1R          | 3R          | QF          | A    | 2R          | 1R          | 3R          | 3R    | SF          | SF          | G           | QF    | SF          | A           | A           | A           | 1R    | A     | A    | 1 / 13    | 31 – 12   |
| Jocs Olímpics | NC   | A    | No celebrat | No celebrat | No celebrat | 2R   | No celebrat | No celebrat | No celebrat | 1R    | No celebrat | No celebrat | No celebrat | 1R    | No celebrat | No celebrat | No celebrat | No celebrat | 1R    | NC    | NC   | 0 / 4     | 1 – 4     |
| WTA Finals | A    | A    | A           | A           | A           | A    | A           | A           | A           | A     | A           | G           | G           | SF    | A           | A           | A           | NC          | A     | A     | A    | 2 / 3     | 9 – 1     |
| Total Victòries–Derrotes | 1−1  | 4−0  | 10−10       | 31−16       | 33−12       | 12−9 | 19−15       | 12−9        | 34−14       | 36−24 | 43−16       | 47−19       | 65−12       | 58−15 | 37−18       | 0−0         | 0−0         | 5−3         | 12−10 | 26−16 | 1−4  | 486 − 223 | 486 − 223 |
| Rànquing a final d'any | 346  | 178  | 111         | 24          | 18          | 61   | 37          | 61          | 11          | 12    | 9           | 7           | 1           | 1     | 12          | –           | –           | 237         | 62    | 24    | −    |           |           |
| Llegenda: G: Guanyadora; F: Finalista; SF: Semifinalista; QF: Quarts de final; Q: Qualificació; A: Absent; RR: Round Robin; |      |      |             |             |             |      |             |             |             |       |             |             |             |       |             |             |             |             |       |       |      |           |           |

### Dobles mixts
| Open d'Austràlia | A           | 1R          | 1R          | F           | G           | A           | A           | SF | QF          | F           | SF          | SF | F           | A           | A           | A           | A  | QF | F  | 1 / 12 | 32 – 11 |
| Roland Garros | A           | 1R          | 2R          | A           | 1R          | A           | 1R          | G  | 1R          | 2R          | 1R          | F  | QF          | A           | A           | A           | A  | 2R | A  | 1 / 11 | 17 – 10 |
| Wimbledon | 2R          | 3R          | 2R          | 2R          | 3R          | A           | QF          | 2R | QF          | 3R          | QF          | 2R | 3R          | A           | A           | NC          | 3R | SF | A  | 0 / 14 | 28 – 14 |
| US Open | A           | 1R          | QF          | A           | 2R          | A           | 1R          | QF | 1R          | G           | 1R          | 2R | 1R          | A           | A           | A           | 1R | A  | A  | 1 / 11 | 14 – 10 |
| Jocs Olímpics | No celebrat | No celebrat | No celebrat | No celebrat | No celebrat | No celebrat | No celebrat | QF | No celebrat | No celebrat | No celebrat | 4a | No celebrat | No celebrat | No celebrat | No celebrat | A  | NC | NC | 0 / 2  | 3 – 3   |
| Llegenda: G: Guanyadora; F: Finalista; SF: Semifinalista; QF: Quarts de final; Q: Qualificació; A: Absent; RR: Round Robin; |             |             |             |             |             |             |             |    |             |             |             |    |             |             |             |             |    |    |    |        |         |

## Guardons
- WTA Doubles Team of the Year (2015 amb Martina Hingis)
- ITF Doubles World Champion (2015 amb Martina Hingis)
- WTA Newcomer of the Year (2005)
- Arjuna Award (2004)
- Premi Padma Shri (2006)
- 100 Women (BBC) (2015)[8]
- Rajiv Gandhi Khel Ratna (2015)
- Padma Bhushan (2016)